# جون كورك (أستاذ جامعي)
جون كورك (بالإنجليزية: John Crook)‏ هو عالم سلوك الحيوان بريطاني، ولد في 27 نوفمبر 1930 في المملكة المتحدة، وتوفي في 15 يوليو 2011.